# Herbert Wesley Cummings

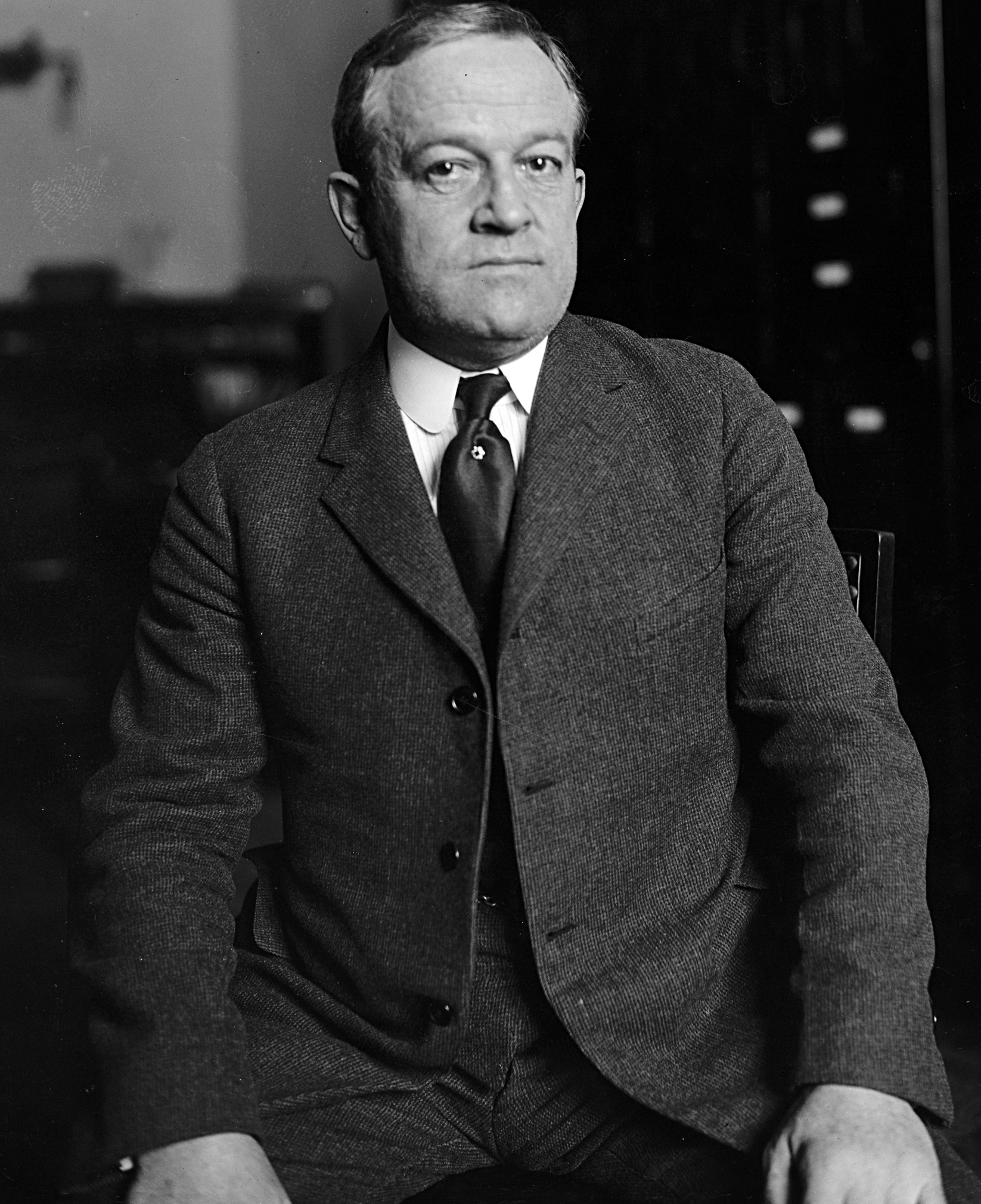
Herbert Wesley Cummings (1923)

Herbert Wesley Cummings (* 13. Juli 1873 in West Chillisquaque, Pennsylvania; † 4. März 1956 in Sunbury, Pennsylvania) war ein US-amerikanischer Politiker der Demokratischen Partei und Abgeordneter im Repräsentantenhaus der Vereinigten Staaten.
Nach dem Studium der Rechtswissenschaften arbeitete Cummings ab 1897 als Rechtsanwalt in Sunbury. Im Jahr 1901 und von 1904 bis 1908 war er als Staatsanwalt (District Attorney) im Northumberland County tätig. 1911 wurde er zum Richter am Gerichtshof für Kriminal- und Zivilrechtsprechung (Court of Common Pleas) dieses Countys gewählt und arbeitete dort zehn Jahre lang als Vorsitzender Richter.
Als Mitglied der Demokratischen Partei wurde er in den 68. Kongress der Vereinigten Staaten (1923–1925) gewählt, scheiterte aber 1924 bei seiner Wiederwahl zum 69. Kongress. Anschließend arbeitete er bis zu seinem Tode mehrmals abwechselnd als Rechtsanwalt und gewählter Richter im Northumberland County.